# Transparencia de red

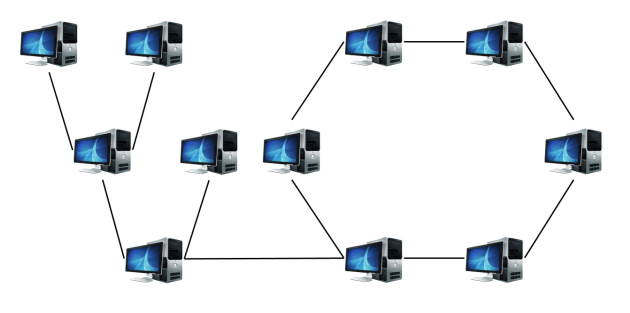
La transparencia de redes es un concepto clave en los sistemas distribuidos, los cuales están construidos sobre redes.

En informática, la Transparencia de Red consiste en que, en una red o en un sistema distribuido, se oculta toda la complejidad de la infraestructura, y se ofrecen los recursos como si fueran un único elemento. Se aplica, por lo tanto, en todo tipo de sistemas distribuidos donde se ofrecen recursos a clientes, como sucede con las bases de datos distribuidas, el sistema de ventanas X para sistemas operativos basados en UNIX, etc.

## Bases de datos
El concepto de base de transparencia de red se aplica en las bases de datos distribuidas. Una base de datos distribuida tiene trasnsparencia de red si, para el cliente que utiliza la base de datos, no hay diferencia entre usar una base de datos de este tipo, o usar una base de datos centralizada. Para lograr esto, el sistema no solo debe ocultar los datos, como hace una base de datos centralizada, si no que también debe ocultar la red sobre la cual existe la base de datos.
Algunos han separado la transparencia de distribución en transparencia de localización y transparencia de nombre. La transparencia de localización en comandos usados para realizar una tarea es independiente tanto de la ubicación de los datos como del sistema en el que se realiza la operación. La transparencia de nombre significa que un único nombre es asignado a cada objeto en la base de datos.